# Langsamstig
Der alemannische  Begriff Langsamstig ([ˈlɑŋˌsɑmʃtik]) ist in der Schweiz anzutreffen.
Diesen Straßen- und Flurnamen trifft man z. B. in Dietikon ZH, Dürrenäsch TG, Lenzburg AG, Lupfig AG, Niederdorf BL, Rupperswil AG, Seon AG.
Diesen Ausdruck findet man im Telefonbuch in Anlehnung an den Flurnamen als „Lenzburg, Langsamstigstrasse“, und als „Dietikon, im Langsamstig“.
Die Herkunft der Bezeichnung ist nicht geklärt. Das Schweizer Forschungsprojekt „Ortsnamen.ch“ (früher: „Datenbank der Schweizer Namenbücher“) vermutet „ein langgedehntes Grundstück, das in einem direkten Bezug zu einem (einmaligen oder wiederkehrenden) Ereignis an einem Samstag steht; das Ried, das an einem Samstag mühsam geschnitten wurde“. Andere Deutungen besagen, dass Langsamstig als Flurbezeichnung eine Gegend beschreibt, die „langsam stiigt“, also langsam ansteigt, oder beziehen sich auf die Legende einer Magd, die beim Heuwenden am Samstag einschlief und erst am nächsten Tag wieder aufwachte, in dem Glauben, es sei immer noch Samstag, also „langsamstig“ (Hochdeutsch: „im langen Samstag“).